# کوساری
خضر محمد رشید معروف به کوساری ( ١٣۴۶ – ١٣٧٢) شاعر کرد اهل رانیە بود.

## زندگی
کوساری در سال ۱۳۴۶ در محله قلات رانیە به دنیا آمد، در سال ۱۳۶۵ ای ازدواج کرد و یک دختر و پسر به نام های بنان و شیدا داشت، او در پایان سال ۱۳۶۶ اولین شعر خود را با نام (نقاشی خدا) نوشت، او در قیام بزرگ سال ۱۳۷۰ نقش قابل توجهی داشت و در بلندگوی مسجد بزرگ رانیه اشعاری پر از هیجان بر مردم قیام خواند، در سال ۱۳۷۰ برخی از اشعارش را در کاستی با صدایش (صدا کوساری) ضبط کرد و بخش دوم را در سال ۱۳۷۲ منتشر کرد. در سال ۱۳۷۱ مشغول نوشتن و ارائه برنامه اجتماعی «اینجا و آنجا» طعنه آمیز در تلویزیون جنبش اسلامی در رانیه بود، یک دیوان که پس مردن او به نام (آتشفشان شعر) منتشر شد شامل ماه گرفتگی، قلم صادق و تشییع جنازه بود.

## مرگ
وی بعدازظهر ششم دی ماه ١٣٧٢ در سن ٢۶ سالگی در خانه های راسواجیان روستای زنگلان منطقه پیشدراق شهرستان سنگسر به ضرب گلوله کشت و در گورستان کوارشی رانیه به خاک سپرده شد.